# 杨廷宝
杨廷宝（1901年10月2日—1982年12月23日），字仁辉，男，河南南阳人，中国建筑学家、建筑教育学家，中国近现代建筑设计开拓者之一。自1940年起长期在國立中央大学、南京大学、南京工学院建筑系任教授及系主任。1955年当选中国科学院技术科学部委员。曾任中国建筑学会理事长、国际建筑师协会副主席。与刘敦桢、吕彦直、梁思成、童寯合称“建筑五宗师”。

## 生平
1901年10月2日生，父親杨鹤亭是南陽府知府、同盟會南陽分會會長。自幼受到绘画艺术熏陶。
1912年，入开封河南留学欧美预备学校英文科。
1915年，进入北京清华学校，1921年毕业于清华学校高等科。
1921年，赴美国宾夕法尼亚大学建筑系深造，1924年获得硕士学位。获得全美建筑系学生设计竞赛 Emerson Prize 一等奖和Municipal Art Society Prize 一等奖。1924年，进入美国克雷建筑师事务所实习。1926年，离美赴欧洲考察建筑。
1927年，回国加入關頌聲的基泰工程司，是建筑设计方面的主要负责人，一直工作至1949年。
1935年，曾任中国营造学社汇刊校理。
1940年，受刘敦桢之聘兼任國立中央大學（1949年改名国立南京大学）建筑系教授，1949年专任教授兼系主任。
1952年，全国高等学校院系调整后，任南京工学院（现东南大学）建筑系主任。1955年，当选为中国科学院技术科学部委员。1959年，任南京工学院副院长。1964年担任第三届江苏省政协副主席。1966年，文革爆發，他也被戴过「资产阶级反动权威」的高帽，比梁思成幸运的是，杨廷宝挺过了文革，僅关过牛棚，后来又被解放，平反並树为样板。
1977年担任第四届江苏省政协副主席。1979年，兼南京工学院建筑研究所所长。同年任江苏省人民政府副省长。
1982年12月23日在南京逝世。

## 社会兼职
- 中国建筑学会第一届至第四届副理事长
- 中国建筑学会第五届理事长（1980年至1982年病逝）
- 国际建筑师协会第三、第四届副主席（1957年至1965年）。[7]
- 第一届至第五届全国人大代表（前两届为河南省代表、后三届为江苏省代表）

## 建築作品
- 1932年—1935年
  - 北平天坛圜丘坛修缮工程
  - 北平天坛祈年殿修缮工程
  - 北平东南角楼修缮工程
  - 北平西直门箭楼修缮工程
  - 北平国子监辟雍修缮工程
  - 北平中南海紫光阁修缮工程
  - 北平正觉寺[需要消歧义]金刚宝座塔修缮工程
  - 北平碧云寺罗汉堂修缮工程

- 1928
  - 京奉铁路沈阳总站
  - 天津基泰大楼
  - 天津中国银行货栈

- 1929
  - 沈阳东北大学图书馆
  - 沈阳东北大学文法科课堂楼

- 1930
  - 沈阳东北大学化学馆
  - 沈阳东北大学体育场、体育馆
  - 沈阳同泽女子中学
  - 北平国立清华大学总体规划
  - 北平国立清华大学生物馆
  - 北平国立清华大学气象台
  - 北平国立清华大学图书馆扩建工程
  - 北平国立清华大学学生宿舍——明斋
  - 北平交通银行
  - 南京中山陵园邵家坡新村合作社

- 1931

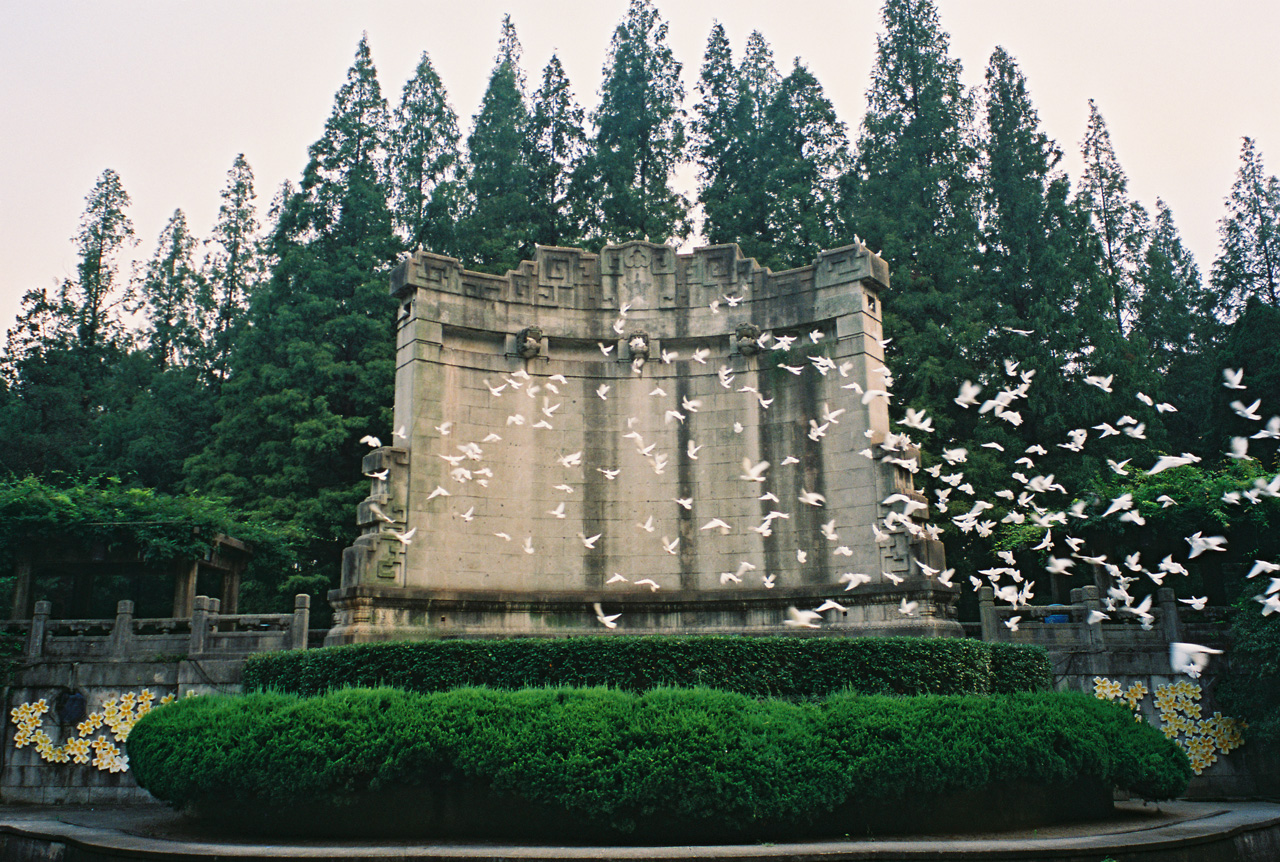
中山陵音乐台，1932年

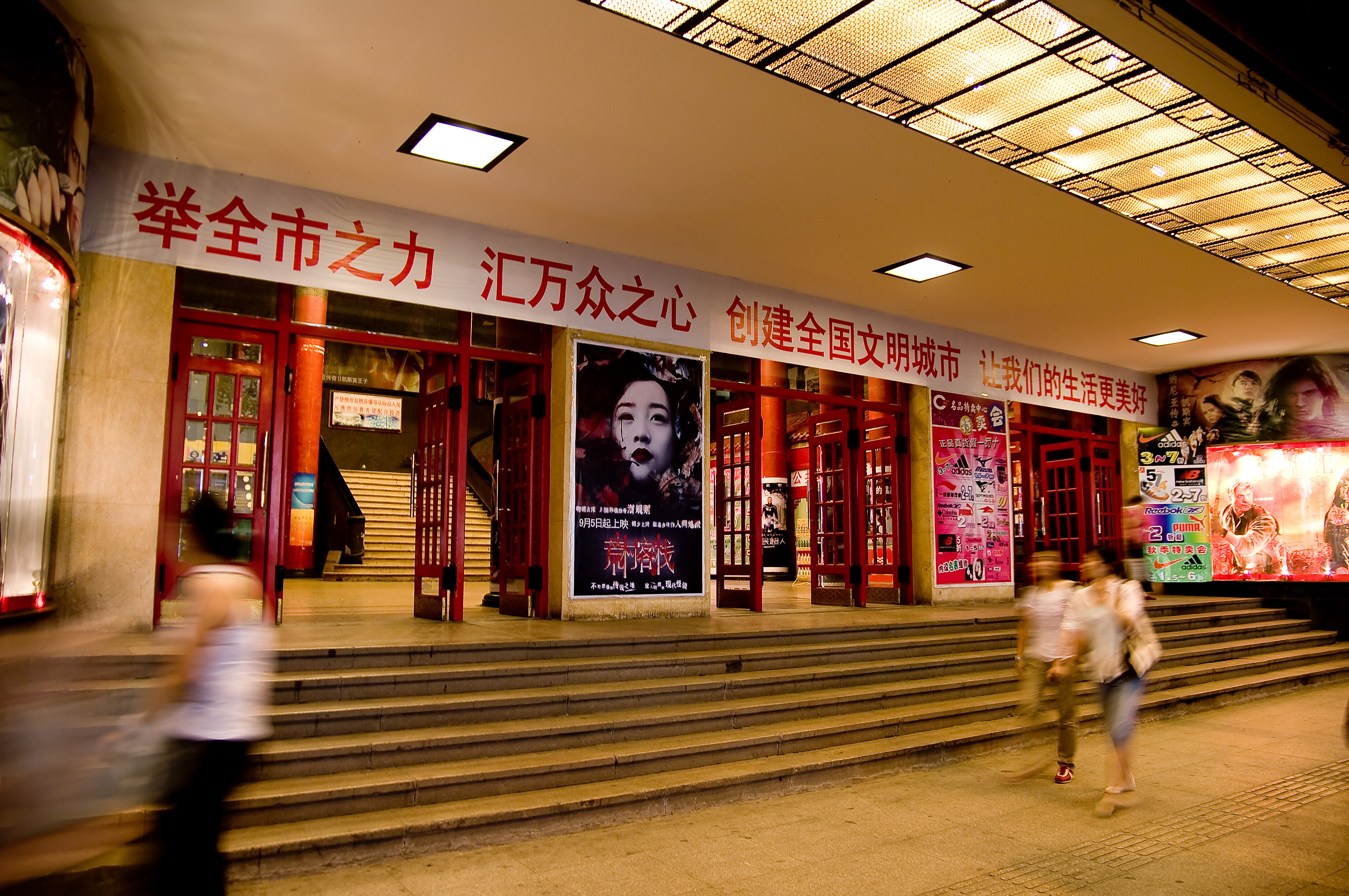
南京大华大戏院，1936年

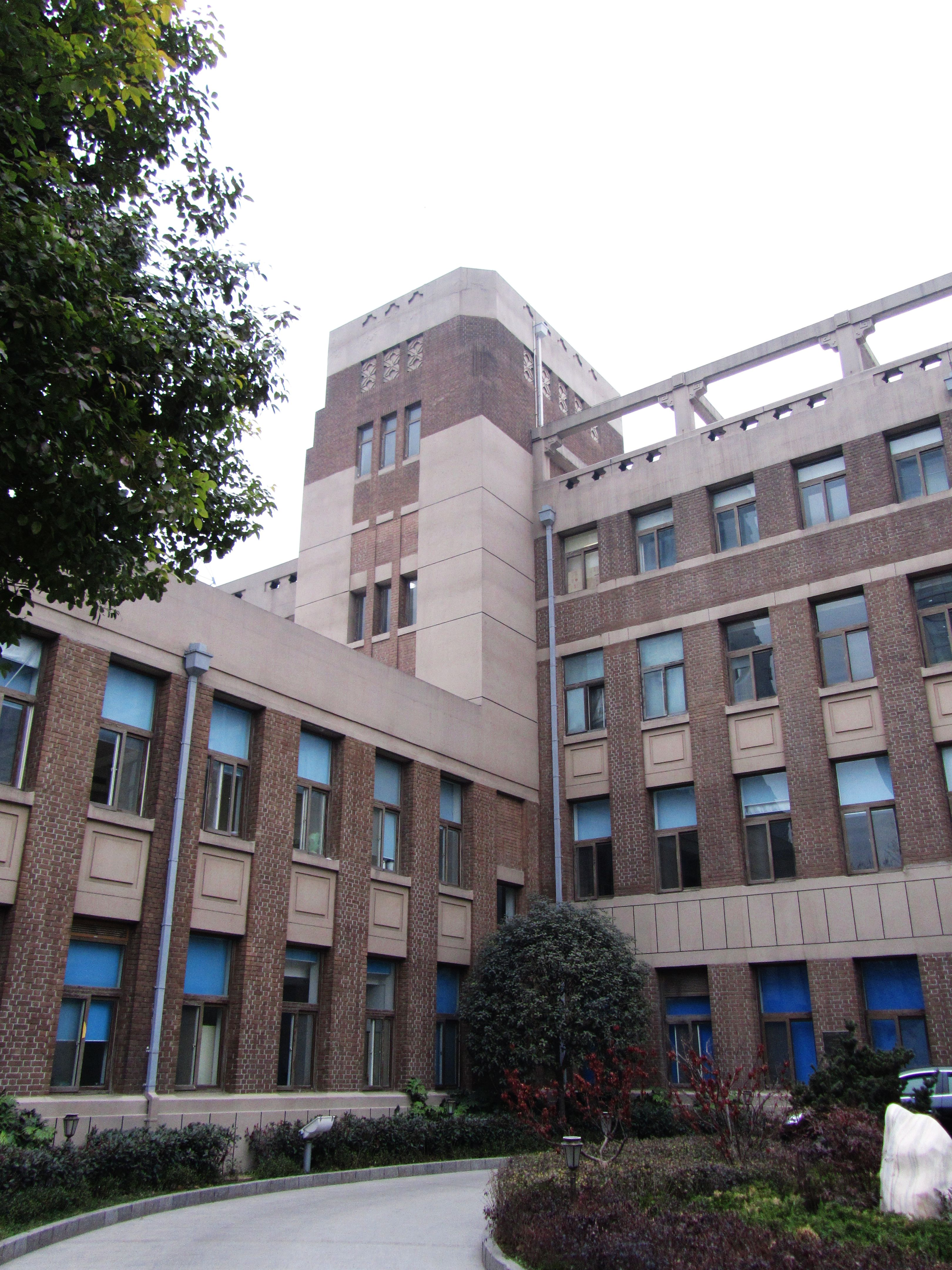
中央医院

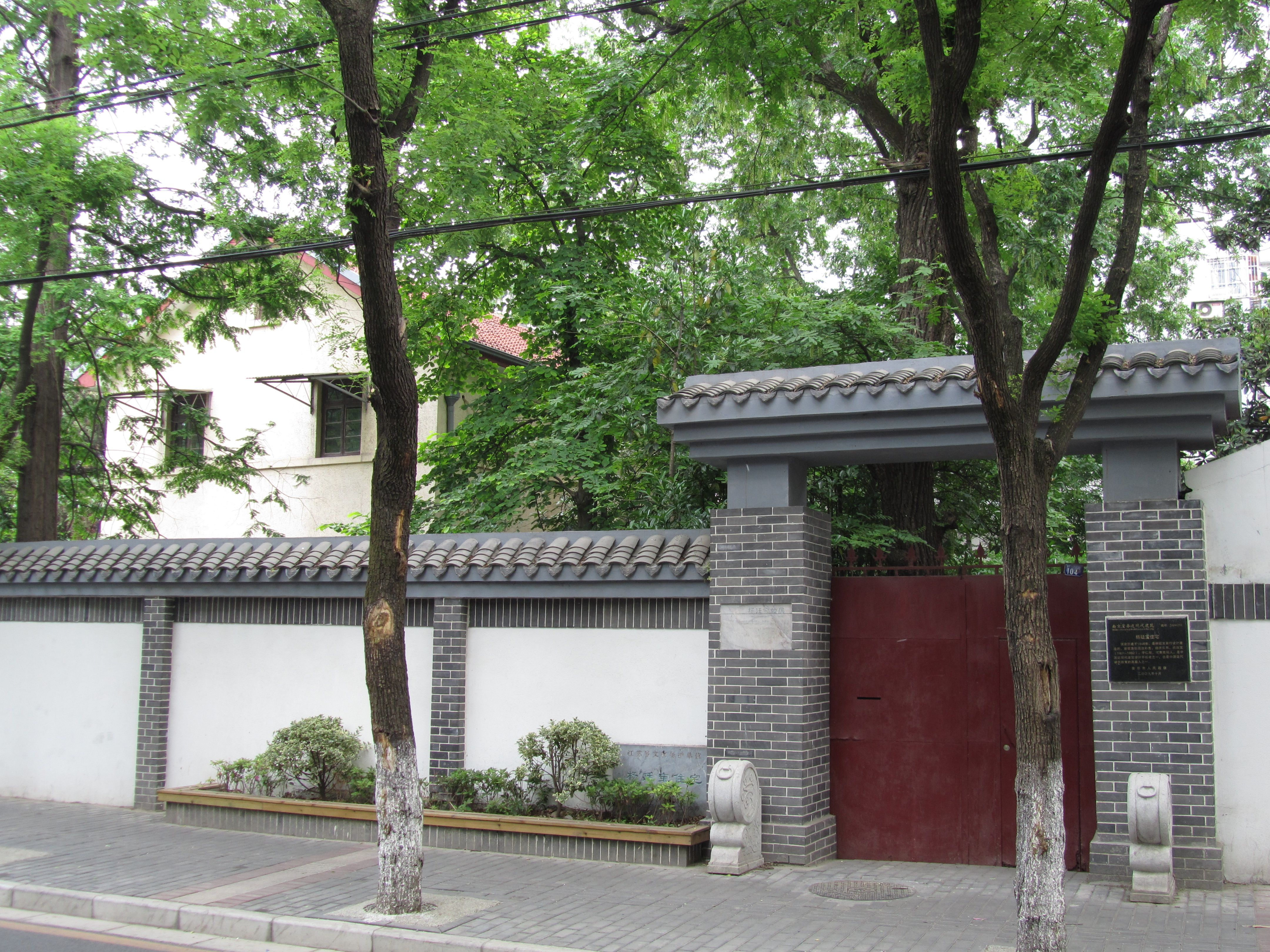
成贤小筑，1946年

  - 南京中央体育场：田径场、游泳池、篮球场、国术场、棒球场
  - 南京中央研究院紫金山天文台
  - 南京中央医院
  - 南京国民政府外交部大楼
  - 南京谭廷闿墓
  - 南京中央研究院地质研究所

- 1932
  - 南京中山陵音乐台

- 1933
  - 南京国立中央大学图书馆扩建工程
  - 南京国立中央大学南校门

- 1934
  - 南京管理中英庚款办公楼

- 1934~1935
  - 南京国民党中央党史史料陈列馆及中央监察委员会办公楼

- 1935
  - 南京大华大戏院
  - 上海大新公司（参与）

- 1936
  - 南京金陵大学图书馆
  - 南京国立中央大学附属牙科医院
  - 南京武夷路住宅
  - 南京中央研究院历史语言研究所
  - 成都四川大学规划

- 1937
  - 南京寄梅堂方案
  - 成都四川大学图书馆

- 1938
  - 成都四川大学理化楼
  - 成都四川大学学生宿舍

- 1939
  - 重庆嘉陵新村国际联欢社
  - 重庆圆庐住宅

- 1940
  - 成都刘湘陵园
  - 重庆美丰银行

- 1941
  - 重庆国民政府门廊
  - 重庆农民银行

- 1942
  - 重庆中国滑翔总会跳伞塔

- 1943
  - 重庆林森墓园

- 1944
  - 重庆青年会电影院

- 1946
  - 南京下关车站扩建工程
  - 南京公教新村
  - 南京中山陵正气亭
  - 南京成贤小筑（杨廷宝住宅）
  - 南京儿童福利站
  - 南京娄子巷职工宿舍
  - 南京国民政府盐务总局办公楼
  - 南京基泰工程公司办公楼扩建工程
  - 南京百步坡住宅
  - 南京国际联欢社扩建工程
  - 南京北极阁住宅

- 1947
  - 南京新生俱乐部
  - 南京招商局候船厅及办公楼
  - 南京祁家桥俱乐部
  - 南京国民政府资源委员会办公楼
  - 南京中央研究院社会科学研究所

- 1948
  - 南京延晖馆
  - 南京中央研究院化学研究所
  - 南京中央研究院九华山职工宿舍
  - 南京国民政府中央通讯社办公楼
  - 南京结核病院大楼

- 1950
  - 北京人民英雄纪念碑方案（参与）
  - 北京和平宾馆
  - 北京全国工商业联合会办公楼
  - 南京中华门长干桥改建

- 1952
  - 北京王府井百货大楼

- 1953
  - 南京华东航空学院教学楼（现南京农业大学教学楼）
  - 南京大学东南楼

- 1954
  - 南京工学院校园中心区规划设想
  - 南京工学院五四楼

- 1955
  - 南京工学院五五楼

- 1957
  - 南京工学院动力楼
  - 南京工学院中大院扩建工程
  - 南京工学院大礼堂扩建工程
  - 南京工学院沙塘园学生宿舍
  - 南京工学院沙塘园食堂

- 1958
  - 北京人民大会堂（參與）
  - 北京火车站（參與）

- 1959
  - 徐州淮海战役革命烈士纪念塔

- 1964
  - 南京长江大桥橋頭堡

- 1972
  - 南京大校場機場民航候机楼

- 1975、1976
  - 北京图书馆（参与）
  - 北京毛主席纪念堂（参与）

- 1979
  - 上海南翔古猗园逸野堂

- 1980
  - 南京雨花台红领巾广场

- 1982年
  - 南京雨花台烈士陵园纪念碑（参与）
  - 南京雨花台烈士纪念馆（参与）

## 著作
- 《杨廷宝素描画选》
- 《杨廷宝建筑设计作品集》
- 《杨廷宝建筑言论集》
- 《杨廷宝谈建筑》（齐康记述）

## 家庭
- 父親：父親杨鹤亭是南陽府知府、同盟會南陽分會會長。[8]
- 长子：杨士莪，中国工程院院士，中国水下声学（英语：Underwater acoustics）的奠基者。[9]
- 女儿：杨士英，南京大学化学系教授。